# Igor Sołoszenko
Igor Aleksandrowicz Sołoszenko (ur. 22 maja 1979) – kazachski piłkarz, grający w klubie Szachtior Karaganda, do którego trafił w 2011 roku. Występuje na pozycji obrońcy. W reprezentacji Kazachstanu zadebiutował w 1998 roku. W latach 1998–2005 rozegrał w niej jedenaście meczów.